# Limnophora wittei
Limnophora wittei este o specie de muște din genul Limnophora, familia Muscidae. A fost descrisă pentru prima dată de Zielke în anul 1971.
Este endemică în Rwanda. Conform Catalogue of Life specia Limnophora wittei nu are subspecii cunoscute.